# Martial Mbandjock
Martial Mbandjock (Francia, 14 de octubre de 1985) es un atleta francés, especialista en la prueba de 4 × 100 m en la que llegó a ser campeón europeo en 2010.

## Carrera deportiva
En el Campeonato Europeo de Atletismo de 2010 ganó la medalla de oro en los relevos 4 x 100 metros, con un tiempo de 38.11 segundos, llegando a meta por delante de Italia y Alemania (bronce), siendo sus compañeros de equipo: Jimmy Vicaut, Christophe Lemaitre y Pierre-Alexis Pessonneaux. Además ganó la medalla de bronce en los 200 metros, con un tiempo de 20.42 segundos, llegando a meta tras su compatriota Christophe Lemaitre (oro con 20.37 s) y el británico Christian Malcolm (plata con 20.38 segundos).